# Kick Back
Kick Back ist ein Lied des japanischen Singer-Songwriters Kenshi Yonezu, das am 12. Oktober 2022 zunächst auf digitaler Ebene und einen Monat später als Single auf CD veröffentlicht wurde.
Das Stück erschien in Japan über Sony Music Entertainment Japan, während eine internationale Veröffentlichung des Liedes bei Milan Records erfolgte.
Kick Back, welches als Vorspannmusik der Anime-Fernsehserie Chainsaw Man fungiert, erreichte nach seiner Tonträgerveröffentlichung auf Anhieb Platz eins der heimischen Singlecharts von Oricon und erreichte Chartplatzierungen in Kanada sowie in Südkorea.
In der Heimat wurde das Lied von der Recording Industry Association of Japan zwischenzeitlich mit Platin für physische Verkäufe, Gold für digitale Musikverkäufe und mehrfach-Platin für Musikstreamings bedacht. Im Oktober des Jahres 2023 erhielt Kick Back, als erstes japanischsprachiges Lied überhaupt, eine Goldene Schallplatte in den Vereinigten Staaten.

## Hintergrund und Veröffentlichung
Das Lied fungiert als Musik in der Vorspannsequenz der Anime-Fernsehserie Chainsaw Man. Letztmalig war Yonezu fünf Jahre zuvor an der Produktion eines Animesongs beteiligt, als er mit dem Lied Peace Sign für die zweite Staffel des Action-Anime My Hero Academia einspielte.
Am 19. September 2022 wurde ein Trailer zum Anime veröffentlicht, in der ein kurzer Ausschnitt aus dem Lied zu hören ist. Vier Tage später wurde Kick Back erstmals live gespielt. Dies geschah im Rahmen des ersten Konzertes einer kurzen Japantournee, welches im Tōkyō Taiikukan stattfand.
Das Lied selbst wurde am 12. November 2022 zunächst auf digitaler Ebene veröffentlicht. Eine Tonträgerveröffentlichung wurde am 23. November gleichen Jahres umgesetzt. Die CD-Single erschien dabei in drei Varianten: Als reguläre CD, als CD mit zusätzlicher DVD und als CD mit Anime-Aufmachung, der ein Kettensägen-Anhänger und beiliegt. In den Vereinigten Staaten wurde die Single bei Milan Records veröffentlicht.

## Komposition und Produktion
Geschrieben und getextet wurde das Werk von Kenshi Yonezu. Komponiert wurde das Lied in der Haupttonart Cis-Dur mit der Taktart 4/4 und einem Tempo von 102 BpM.
Bei der Produktion und den Arrangements des Liedes wurde Yonezu von King-Gnu- und Millennium-Parade-Musiker Daiki Tsuneta unterstützt. Das Stück samplet zudem das Lied Sōda! We're Alive von Morning Musume, welches im Jahr 2002 veröffentlicht wurde.
Yonezu, der selbst ein Fan der Chainsaw-Man-Mangareihe ist, erklärte in einem Interview mit Billboard Japan, dass er die Aufgabe nicht halbherzig erledigen und somit den Manga ruinieren wollte. Er sagte, dass er sich über das Angebot das Vorspannlied für Chainsaw Man zu schreiben gefreut habe. Bei einem Treffen mit dem Regisseur Ryu Nakajama und weiteren Mitgliedern des Produktionskomitees wurde Yonezu damit beauftragt, ein Lied zu schreiben, welches sich wie eine wilde Achterbahnfahrt anfühlen solle. Laut Yonezu besitze das Lied einige unterschiedliche Passagen mit unterschiedlichen Schlüsseln.

## Mitwirkende
| Musiker - Kenshi Yonezu – Gesang, Komposition, Liedtext, Arrangements - Tsunku – Liedtext - Daiki Tsuneta – E-Gitarre, E-Bass, Arrangements, - Shun Ishiwaka – Schlagzeug - Jun Miyakawa – Orgel - Shuntaro Tsuneta – Violine - Sonoko Muraoka – Cello - Haruka (Haruka to Miyuki) – Gesang (Refrain) Musikvideo - Yoshiyuki Okuyama – Regie - Kenshi Yonezu – Darsteller, Gesang - Daiki Tsuneta – Darsteller | Produktion - Kenshi Yonezu – Produktion, Keyframe - Daiki Tsuneta – Produktion - Yuichi Kitamura – Schlagzeugtechniker - Ryuma Annaka – Aufnahme - Masahito Komori – Aufnahme, Mixing Vertrieb - Sony Music Entertainment Japan – Label - Milan Records – Label - The Orchard – Vertrieb |

## Musikvideo und Vorspannsequenz
Zu dem Lied wurde am 25. Oktober 2022 ein Musikvideo veröffentlicht bei dem Yoshiyuki Okuyama Regie führte, in welchem Yonezu mit seinem Musikerkollegen Daiki Tsuneta zu sehen sind.
Das Video zeigt die beiden Musiker bei einem Besuch in einem Fitnesscenter. Nach einer Montage von mehreren Videos, die Yonezu beim Workout und mit überdimensionierten Muskeln zeigen, steigt dieser von einem Laufband ab und läuft über einem Feld auf eine Straße, wo Yonezu von einem LKW erfasst wird. Durch den Aufprall fliegt er durch die Luft und zeigt Yonezu beim Parkour an Versandcontainern und Gebäuden, ehe er durch ein Industriegebiet sowie einem Steinbruch läuft und dabei von ähnlich gekleideten Männern begleitet wird. Das Video endet damit, dass Yonezu neben Tsuneta im Fitnesscenter auf dem Laufband gehend gezeigt wird und eine Sicherheitskamera andeutet, dass Tsuneta nicht wirklich im Fitnesscenter anwesend ist.
Die rund 90-sekündige Vorspannsequenz der Anime-Fernsehserie Chainsaw Man, die mit dem Lied unterlegt ist, zeigt mehrere Anspielungen zu verschiedenen Filmen wie Reservoir Dogs, The Texas Chainsaw Massacre, Pulp Fiction, Sadako vs. Kayako, No Country for Old Men, Fight Club, Messiah of Evil, Once Upon a Time in Hollywood, Don’t Look Up, Jacob’s Ladder, Constantine und The Big Lebowski. Andere Referenzen, die in der Sequenz angedeutet werden, betreffen die Mangareihen Goodbye, Eri und Fire Punch des Chainsaw-Man-Schöpfers Tatsuki Fujimoto, das Morning-Musume-Lied Sōda! We're Alive sowie die Anime-Fernsehserie Neon Genesis Evangelion. Für die Vorspannsequenz zeigte sich Shingo Yamashita als Regisseur verantwortlich und entwarf das Storyboard.

## Titelliste der CD-Single
| Nr. | Titel                                               | Komponisten                   | Länge |
| --- | --------------------------------------------------- | ----------------------------- | ----- |
| 1.  | Kick Back                                           | Kenshi Yonezu (Musik, Text a) | 3:13  |
| 2.  | Hazukashikutte Shōganē (恥ずかしくってしょうがねえ) | Kenshi Yonezu (Musik, Text a) | 3:41  |
| 3.  | Kick Back (Anime Edit)                              | Kenshi Yonezu (Musik, Text a) | 1:27  |

## Erfolg

### Chartplatzierungen
Nach seiner Erstveröffentlichung am 12. Oktober 2022 erreichte Kick Back Platz eins der Billboard Japan Hot 100, welche das Lied mit Unterbrechung zwei Wochen halten konnte und 76 Wochen lang in den Charts vertreten war. In den Hot-Animation-Charts von Billboard Japan hatte das Werk die Spitzenposition 21 Wochen ohne Unterbrechung inne und hielt damit zeitweise den Rekord für die längste Zeitperiode, die ein Lied ununterbrochen auf Platz eins der Charts verbringen konnte, ehe dieser Anfang September des Jahres 2023 von Idol des Duos Yoasobi egalisiert wurde.
In Kanada erreichte das Lied Platz 100 der Billboard-Singlecharts. In Südkorea erreichte das Lied mit Platz 118 seine Höchstposition und verblieb insgesamt zwei Wochen in den Singlecharts vertreten. Im Vereinigten Königreich wurde eine Notierung in den offiziellen Singlecharts verfehlt, stattdessen gelang der Einstieg des Liedes auf Platz 12 in den genrebezogenen Rock/Metal-Singlecharts der Official Charts Company. In den weltweit ermittelten Billboard Global 200 erreichte Kick Back Platz 13 seine Höchstposition und war 29 Wochen lang in den Globalcharts vertreten.
In den Oricon-Charts war das Lied nach seiner Erstveröffentlichung lediglich für die kombinierten Singlecharts, den Streamingcharts und den Downloadcharts einstiegsberechtigt, jedoch nicht für die offiziellen Singlecharts. Erst nach einer Tonträgerveröffentlichung am 23. November 2022 war Kick Back chartberechtigt. Es erreichte auf Anhieb Platz eins der heimischen Oricon-Singlecharts mit mehr als 300.000 verkaufter Tonträger innerhalb der Veröffentlichungswoche.
In den Jahrescharts der Billboard Japan Hot 100 belegte das Lied 2022 den 30. Platz und konnte sich im Folgejahr auf Platz vier verbessern. In den Billboard Global 200 belegte das Stück am Jahresende Platz 149. Das Lied belegte in den Oricon-Jahrescharts für 2022 den 25. Platz.

### Auszeichnungen für Musikverkäufe
Kick Back wurde in ihrer Heimat mit einer Platin-Schallplatte für Tonträgerverkäufe sowie für digitale Verkäufe als Musikdownload bedacht. Zudem erhielt das Lied von der Recording Industry Association of Japan mehrfach-Platin im Musikstreaming-Segment.
Im Oktober des Jahres 2023 wurde Kick Back als erstes japanischsprachiges Lied überhaupt, von der Recording Industry Association of America mit einer Goldenen Schallplatte ausgezeichnet. Tsunku, der das Lied Sōda! We Are Alive von Morning Musume schrieb, dessen Textpassage 努力 未来 A BEAUTIFUL STAR in Kick Back gesamplet wurde, erhielt von der RIAA ebenfalls eine Goldene Schallplatte.
| Land/Region  | Auszeichnungen für Musikverkäufe (Land/Region, Auszeichnung, Verkäufe) | Verkäufe |
| ------------ | ---------------------------------------------------------------------- | -------- |
| Japan (RIAJ) | Platin                                                                 | 250.000  |
| Insgesamt    | 1× Platin ·                                                            | 250.000  |

| Land/Region               | Auszeichnungen für Musikverkäufe (Land/Region, Auszeichnung, Verkäufe) | Verkäufe |
| ------------------------- | ---------------------------------------------------------------------- | -------- |
| Japan (RIAJ)              | Platin                                                                 | 250.000  |
| Vereinigte Staaten (RIAA) | Gold                                                                   | 500.000  |
| Insgesamt                 | 1× Gold · 1× Platin ·                                                  | 750.000  |

### Musikpreise
Bei den Anime Trending Awards, einem Publikumspreis für Anime, erhielt das Lied eine Nominierung in der Kategorie Opening Theme Song of the Year und wurde bei der Onlineabstimmung mit knapp 8.200 Stimmen auf Platz drei gewählt. Aufgrund einer Regeländerung, die den Nominierungsprozess betrifft, war das Lied für eine Auszeichnung bei den siebten Crunchyroll Anime Awards nicht nominierungsberechtigt, sondern erst für 2024 für eine Nominierung zugelassen. Das Lied erhielt Nominierungen in den Kategorien Bester Vorspann und Bester Animesong.
Im Rahmen der Japan Expo wurde das Lied mit dem Daruma für die beste Vorspannsequenz einer Anime-Fernsehserie ausgezeichnet. Das Lied wurde bei den Music Awards Japan in zwei Kategorien nominiert. Der Preis wird 2025 erstmals verliehen.
| Jahr | Auszeichnung             | Kategorie                          | Resultat  | Quellen |
| ---- | ------------------------ | ---------------------------------- | --------- | ------- |
| 2022 | Anime Song Awards        | Grand Prix                         | Gewonnen  | [ 36 ]  |
| 2023 | Fall 2022 Anime Awards   | Favorite Opening Theme Song        | 4. Platz  | [ 37 ]  |
| 2023 | Anime Trending Awards    | Opening Theme Song of the Year     | 3. Platz  | [ 31 ]  |
| 2023 | Japan Expo Awards        | Daruma – Meilleur Opening          | Gewonnen  | [ 34 ]  |
| 2024 | Crunchyroll Anime Awards | Bester Vorspann                    | Nominiert | [ 33 ]  |
| 2024 | Crunchyroll Anime Awards | Bester Animesong                   | Nominiert | [ 33 ]  |
| 2025 | Music Awards Japan       | Top Japanese Song in Europe        | Nominiert | [ 35 ]  |
| 2025 | Music Awards Japan       | Top Japanese Song in North America | Nominiert | [ 35 ]  |